# The White Cliffs

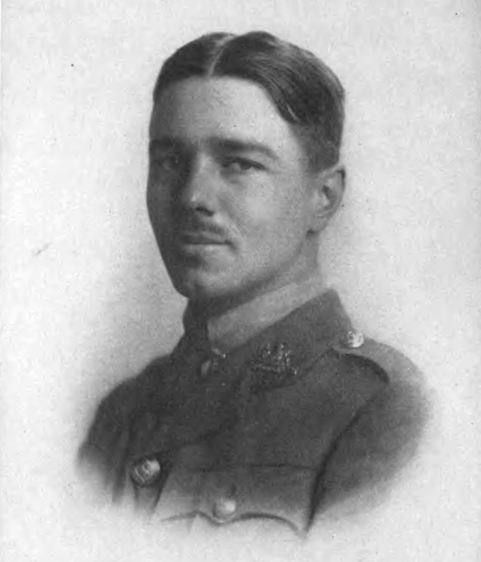
Angielski poeta Wilfred Owen zginął na tydzień przed zaprzestaniem działań wojennych. Podobnie zginął bohater poematu Alice Duer Miller

The White Cliffs – utwór amerykańskiej poetki Alice Duer Miller, siostry Caroline King Duer, opublikowany w 1940. Poemat ten, określany terminem long poem lub novel in verse opowiada historię miłosną. Rzecz dzieje się w czasie I wojny światowej. Bohaterami są Susan Dunne, Amerykanka przebywająca w Wielkiej Brytanii i Anglik o imieniu John. Anglik ginie w przededniu zawieszenia broni. Po dwudziestu latach, kiedy syn Susan i Johna, Percy, jest już dorosły, wybucha kolejna wojna. Susan martwi się, że syn podzieli los ojca. Poemat okazał się wielkim sukcesem wydawniczym. W ciągu czterech lat sprzedało się 700 000 kopii. Utwór odegrał dużą rolę w kształtowaniu świadomości czytelników w okresie, kiedy nawiązywano sojusz brytyjsko-amerykański skierowany przeciwko hitlerowskim Niemcom. Poemat został zekranizowany w 1944 przez Clarence’a Browna.
I have loved England, dearly and deeply,
Since that first morning, shining and pure,
The white cliffs of Dover I saw rising steeply
Out of the sea that once made her secure.
I had no thought then of husband or lover,
I was a traveller, the guest of a week;
Yet when they pointed 'the white cliffs of Dover',
Startled I found there were tears on my cheek.
I have loved England, and still as a stranger,
Here is my home and I still am alone.
Now in her hour of trial and danger,
Only the English are really her own.